# Crkva sv. Barbare u Velikoj Mlaki
Crkva sv. Barbare u Velikoj Mlaki, rimokatolička crkva u mjestu Velika Mlaka, i gradu Velika Gorica, zaštićeno kulturno dobro.

## Opis dobra
Drvena crkva sv. Barbare smještena je u zapadnom dijelu naselja Velika Mlaka. Njezina gradnja započela je 1642., a nakon brojnih dogradnji tijekom idućih stoljeća konačan oblik dobiva 1912. godine prigradnjom pristašeka ispred južnog ulaza. To je jednobrodna drvena građevina s trostrano završenim svetištem te pravokutnim zvonikom iznad glavnog pročelja. Njezina unutrašnjost u potpunosti je oslikana baroknim vegetabilnim i figurativnim motivima među kojima se ističe ikonografski prikaz sv. Kümmernisse, vrlo rijedak na hrvatskom području. Predstavlja reprezentativni primjerak turopoljske pučke graditeljske baštine.

## Zaštita
Pod oznakom Z-2439 zavedena je kao nepokretno kulturno dobro - pojedinačno, pravna statusa zaštićena kulturnog dobra, klasificirano kao "sakralna graditeljska baština".